# 44e Kio (shogi) 2017-2018
«Édition précédente (43)
44e Kio
Édition suivante (45)»
Le 44e Kio (第44期棋王戦) est une compétition majeure du shogi professionnel japonais organisée en 2018 et 2019 mais comptant pour la saison 2017-2018.
45e Kio

## Kio-sen Goban Shobu
Le championnat Kio a vu s'opposer dans un match en cinq parties le tenant du titre Akira Watanabe  à son challenger Akihito Hirose.
Cette finale s'est déroulée entre le 2 février 2019 et le 17 mars 2019.
Akira Watanabe a conservé son titre par 4 victoires à 2.
| Partie | Date       | Sente          | Sente    | Né en | Gote           | Gote     | Né en | Watanabe | Hirose | Lieu          |
| ------ | ---------- | -------------- | -------- | ----- | -------------- | -------- | ----- | -------- | ------ | ------------- |
| 1      | 02/02/2019 | Akira Watanabe | 渡辺明   | 1984  | Akihito Hirose | 広瀬章人 | 1987  | 1        | 0      | Kanazawa      |
| 2      | 10/02/2019 | Akihito Hirose | 広瀬章人 | 1987  | Akira Watanabe | 渡辺明   | 1984  | 2        | 0      | Uozu          |
| 3      | 10/03/2019 | Akira Watanabe | 渡辺明   | 1984  | Akihito Hirose | 広瀬章人 | 1987  | 2        | 1      | Niigata       |
| 4      | 17/03/2019 | Akihito Hirose | 広瀬章人 | 1987  | Akira Watanabe | 渡辺明   | 1984  | 3        | 1      | Utsunomiya    |
| 5      | 29/03/2019 |                |          |       |                |          |       |          |        | Tokyo Chiyoda |

### Liste des parties
1. ↑  (ja) « Akihito Hirose vs. Akira Watanabe "Aigakari" 44e Kio, Goban shobu, 1re partie », sur 将棋DB2,‎ 2 février 2019 (consulté le 15 mars 2019)
2. ↑  (ja) « Akihito Hirose vs. Akira Watanabe "Kakugawari Koshikake gin" 44e Kio, Goban shobu, 2e partie », sur 将棋DB2,‎ 10 février 2019 (consulté le 15 mars 2019)
3. ↑  (ja) « Akihito Hirose vs. Akira Watanabe "Aigakari" 44e Kio, Goban shobu, 3e partie », sur 将棋DB2,‎ 10 mars 2019 (consulté le 15 mars 2019)
4. ↑  (ja) « Akira Watanabe vs. Akihito Hirose "Kakugawari koshikake gin", 44e Kio, Goban shobu, 4e partie », sur 将棋DB2 (consulté le 18 mars 2019)

## Chōsen-sha kettei tōnamento
Le Chōsen-sha kettei tōnamento comporte 2 phase : un tableau principal et un tournoi de la deuxième chance.

### Deuxième chance
Ce tournoi fonctionne comme une seconde chance offerte aux quatre demi-finalistes.
Sa spécificité est que Akihito Hirose n'ayant pas encore perdu devra perdre deux fois avant d’être éliminé.
| Akihito Hirose 広瀬章人 1987 | Akihito Hirose 広瀬章人 1987                               | Akihito Hirose 広瀬章人 1987                                | Akihito Hirose 広瀬章人 1987 Hirose - A.Sato 1-0 17/12/2018 |
| Amahiko Sato 佐藤天彦 1988   | Amahiko Sato 佐藤天彦 1988                                 | Amahiko Sato 佐藤天彦 1988 A.Sato - Kurosawa 1-0 07/12/2018 | Akihito Hirose 広瀬章人 1987 Hirose - A.Sato 1-0 17/12/2018 |
| Hiroyuki Miura 三浦弘行 1974 | Reo Kurosawa 黒沢怜生 1992 Kurosawa - Miura 1-0 27/11/2018 | Amahiko Sato 佐藤天彦 1988 A.Sato - Kurosawa 1-0 07/12/2018 | Akihito Hirose 広瀬章人 1987 Hirose - A.Sato 1-0 17/12/2018 |
| Reo Kurosawa 黒沢怜生 1992   | Reo Kurosawa 黒沢怜生 1992 Kurosawa - Miura 1-0 27/11/2018 | Amahiko Sato 佐藤天彦 1988 A.Sato - Kurosawa 1-0 07/12/2018 | Akihito Hirose 広瀬章人 1987 Hirose - A.Sato 1-0 17/12/2018 |

#### Liste des parties
1. ↑  (ja) « Akihito Hirose vs. Amahiko Sato "ibisha vs ibisha" 44e Kio, Deuxieme chance, Finale », sur 将棋DB2,‎ 17 décembre 2018 (consulté le 16 mars 2019)
2. ↑  (ja) « Amahiko Sato vs. Reo Kurosawa "Kakugawari" 44°Kio, Deuxieme chance, Demi finale », sur 将棋DB2,‎ 7 décembre 2018 (consulté le 16 mars 2019)
3. ↑  (ja) « Reo Kurosawa vs. Hiroyuki Miura  44e Kio, Deuxieme chance, 1er tour », sur 将棋DB2,‎ 27 novembre 2018 (consulté le 16 mars 2019)

### Tableau principal
| Quart de finale                  | Demi finale                                                 | Finale                                                        | Vainqueur                                                   |
| -------------------------------- | ----------------------------------------------------------- | ------------------------------------------------------------- | ----------------------------------------------------------- |
| Daisuke Katagami 斎藤慎王座 1981 | Akihito Hirose 広瀬章人 1987 Katagami-Hirose 0-1 16/10/2018 | Akihito Hirose 広瀬章人 1987 Miura - Hirose 0-1 12/11/2018    | Akihito Hirose 広瀬章人 1987 Hirose - A.Sato 1-0 30/11/2018 |
| Akihito Hirose 広瀬章人 1987     | Akihito Hirose 広瀬章人 1987 Katagami-Hirose 0-1 16/10/2018 | Akihito Hirose 広瀬章人 1987 Miura - Hirose 0-1 12/11/2018    | Akihito Hirose 広瀬章人 1987 Hirose - A.Sato 1-0 30/11/2018 |
| Yasumitsu Sato 佐藤康光 1969     | Hiroyuki Miura 三浦弘行 1974 Miura - Y.Sato 1-0 29/10/2018  | Akihito Hirose 広瀬章人 1987 Miura - Hirose 0-1 12/11/2018    | Akihito Hirose 広瀬章人 1987 Hirose - A.Sato 1-0 30/11/2018 |
| Hiroyuki Miura 三浦弘行 1974     | Hiroyuki Miura 三浦弘行 1974 Miura - Y.Sato 1-0 29/10/2018  | Akihito Hirose 広瀬章人 1987 Miura - Hirose 0-1 12/11/2018    | Akihito Hirose 広瀬章人 1987 Hirose - A.Sato 1-0 30/11/2018 |
| Amahiko Sato 佐藤天名人 1987     | Amahiko Sato 佐藤天名人 1987 A.Sato - Kubo 1-0 24/10/2018   | Amahiko Sato 佐藤天名人 1987 A.Sato - Kurosawa 1-0 18/11/2018 | Akihito Hirose 広瀬章人 1987 Hirose - A.Sato 1-0 30/11/2018 |
| Toshiaki Kubo 久保利明 1975      | Amahiko Sato 佐藤天名人 1987 A.Sato - Kubo 1-0 24/10/2018   | Amahiko Sato 佐藤天名人 1987 A.Sato - Kurosawa 1-0 18/11/2018 | Akihito Hirose 広瀬章人 1987 Hirose - A.Sato 1-0 30/11/2018 |
| Akira Inaba 稲葉陽 1988          | Reo Kurosawa 黒沢怜生 1992 Inaba-Kurosawa                   | Amahiko Sato 佐藤天名人 1987 A.Sato - Kurosawa 1-0 18/11/2018 | Akihito Hirose 広瀬章人 1987 Hirose - A.Sato 1-0 30/11/2018 |
| Reo Kurosawa 黒沢怜生 1992       | Reo Kurosawa 黒沢怜生 1992 Inaba-Kurosawa                   | Amahiko Sato 佐藤天名人 1987 A.Sato - Kurosawa 1-0 18/11/2018 | Akihito Hirose 広瀬章人 1987 Hirose - A.Sato 1-0 30/11/2018 |

#### Liste des parties
finale
1. ↑  (ja) « Akihito Hirose vs. Amahiko Sato "Gokigen Nakabisha" 44e Kio, Honsen, Finale », sur 将棋DB2,‎ 30 novembre 2018 (consulté le 15 mars 2019)

demi finale
1. ↑  (ja) « Hiroyuki Miura vs. Akihito Hirose "Kakugawari Koshikake gin" 44e Kio, Honsen, Demi-finale », sur 将棋DB2,‎ 12 novembre 2018 (consulté le 16 mars 2019)
2. ↑  (ja) « Amahiko Sato vs. Reo Kurosawa "Shikenbisha" 44e Kio, Honsen, Demi-finale », sur 将棋DB2,‎ 18 novembre 2018 (consulté le 16 mars 2019)

quart finale
1. ↑  (ja) « Daisuke Katagami vs. Akihito Hirose "Gokigen Nakabisha" 44e Kio, Honsen, Quart-de-finale », sur 将棋DB2,‎ 16 octobre 2018 (consulté le 16 mars 2019)
2. ↑  (ja) « Hiroyuki Miura vs. Yasumitsu Sato  "Sankenbisha" 44e Kio, Honsen, Quart-de-finale », sur 将棋DB2,‎ 29 octobre 2019 (consulté le 16 mars 2019)
3. ↑  (ja) « Amahiko Sato vs.Toshiaki Kubo "Shikenbisha" 44°Kio, Honsen, Quart-de-finale », sur 将棋DB2,‎ 24 octobre 2018 (consulté le 16 mars 2019)
4. ↑  (ja) « Akira Inaba vs. Reo Kurosawa "Sumi kokan-gata Furibisha" 44e Kio, Honsen, Quart-de-finale », sur 将棋DB2 (consulté le 16 mars 2019)

### Premiers tours
| Qualité                | Huitièmes de finale | Huitièmes de finale | Huitièmes de finale |                    |                   |                   | Quarts de finale |
| ---------------------- | ------------------- | ------------------- | ------------------- | ------------------ | ----------------- | ----------------- | ---------------- |
| Nanaban Shobu 43e Kio  | Takuya Nagase       | 永瀬拓矢            | 1992                |                    |                   | Takuya Nagase     | Daisuke Katagami |
| Classe B1              | Masataka Goda       | 郷田真隆            | 1971                | Masataka Goda      | Masataka Goda     | Daisuke Katagami  | Daisuke Katagami |
| Classe B1              | Shintaro Saito      | 斎藤 慎太郎         | 1993                | Shintaro Saito     | Masataka Goda     | Daisuke Katagami  | Daisuke Katagami |
| vainqueur 3-gumi       | Daisuke Katagami    | 片上大輔            | 1981                |                    | Daisuke Katagami  | Daisuke Katagami  | Daisuke Katagami |
| vainqueur 5-gumi       | Atsushi Miyata      | 宮田敦史            | 1981                |                    | Atsushi Miyata    | Yoshiharu Habu    | Akihito Hirose   |
| Kisei                  | Yoshiharu Habu      | 羽生善治            | 1970                |                    | Yoshiharu Habu    | Yoshiharu Habu    | Akihito Hirose   |
| Classe B1              | Tetsuro Itodani     | 糸谷哲郎            | 1988                | Tetsuro Itodani    | Tetsuro Itodani   | Akihito Hirose    | Akihito Hirose   |
| Eisei Meijin           | Toshiyuki Moriuchi  | 森内俊之            | 1970                | Toshiyuki Moriuchi | Tetsuro Itodani   | Akihito Hirose    | Akihito Hirose   |
| Classe A               | Akihito Hirose      | 広瀬章人            | 1987                |                    | Akihito Hirose    | Akihito Hirose    | Akihito Hirose   |
| Oi                     | Tatsuya Sugai       | 菅井竜也            | 1992                |                    | Tatsuya Sugai     | Tatsuya Sugai     | Tatsuya Sugai    |
| vainqueur 8-gumi       | Sota Fujii          | 藤井聡              | 2002                |                    | Sota Fujii        | Tatsuya Sugai     | Tatsuya Sugai    |
| Classe A               | Nobuyuki Yashiki    | 屋敷伸之            | 1972                |                    | Nobuyuki Yashiki  | Yasumitsu Sato    | Tatsuya Sugai    |
| Eisei Kisei            | Yasumitsu Sato      | 佐藤康光            | 1969                |                    | Yasumitsu Sato    | Yasumitsu Sato    | Tatsuya Sugai    |
| vainqueur 6-gumi       | Kohei Funae         | 船江恒平            | 1987                |                    | Kohei Funae       | Kohei Funae       | Hiroyuki Miura   |
| Classe B1              | Takanori Hashimoto  | 橋本崇載            | 1983                | Takanori Hashimoto | Kazuki Kimura     | Kohei Funae       | Hiroyuki Miura   |
| Classe B1              | Kazuki Kimura       | 木村一基            | 1973                | Kazuki Kimura      | Kazuki Kimura     | Kohei Funae       | Hiroyuki Miura   |
| Demi finaliste 43e Kio | Hiroyuki Miura      | 三浦弘行            | 1974                |                    |                   | Hiroyuki Miura    | Hiroyuki Miura   |
| Demi finaliste 43e Kio | Amahiko Sato        | 佐藤天名人          | 1987                |                    |                   | Amahiko Sato      | Amahiko Sato     |
| Classe B1              | Tadehisa Murayama   | 丸山忠久            | 1970                | Tadehisa Murayama  | Tadehisa Murayama | Tadehisa Murayama | Amahiko Sato     |
| Classe A               | Masayuki Toyoshima  | 豊島将之            | 1990                | Masayuki Toyoshima | Tadehisa Murayama | Tadehisa Murayama | Amahiko Sato     |
| vainqueur 7-gumi       | Keita Inoué         | 井上慶太            | 1964                |                    | Keita Inoué       | Tadehisa Murayama | Amahiko Sato     |
| Classe A               | Hisachi Namekata    | 行方尚史            | 1973                |                    | Hisachi Namekata  | Hisachi Namekata  | Toshiaki Kubo    |
| Classe A               | Koichi Fukaura      | 深浦康市            | 1972                |                    | Koichi Fukaura    | Hisachi Namekata  | Toshiaki Kubo    |
| vainqueur 1-gumi       | Tatsuya Sanmaido    | 三枚堂達也          | 1993                |                    | Tatsuya Sanmaido  | Toshiaki Kubo     | Toshiaki Kubo    |
| Osho                   | Toshiaki Kubo       | 久保利明            | 1975                |                    | Toshiaki Kubo     | Toshiaki Kubo     | Toshiaki Kubo    |
| Classe A               | Akira Inaba         | 稲葉陽              | 1988                |                    | Akira Inaba       | Akira Inaba       | Akira Inaba      |
| Classe B1              | Chikara Akutsu      | 阿久津主税          | 1982                | Chikara Akutsu     | Ayumu Matsuo      | Akira Inaba       | Akira Inaba      |
| Classe B1              | Ayumu Matsuo        | 松尾歩              | 1980                | Ayumu Matsuo       | Ayumu Matsuo      | Akira Inaba       | Akira Inaba      |
| Oza                    | Taichi Nakamura     | 中村太地            | 1988                |                    | Taichi Nakamura   | Yasuhiro Masuda   | Akira Inaba      |
| vainqueur 2-gumi       | Yasuhiro Masuda     | 増田康宏            | 1997                |                    | Yasuhiro Masuda   | Yasuhiro Masuda   | Akira Inaba      |
| vainqueur 4-gumi       | Hirotaka Kajiura    | 梶浦宏孝            | 1995                |                    | Hirotaka Kajiura  | Hirotaka Kajiura  | Reo Kurosawa     |
| Eisei Meijin           | Koji Tanigawa       | 谷川浩司            | 1962                | Koji Tanigawa      | Takayuki Yamazaki | Hirotaka Kajiura  | Reo Kurosawa     |
| Classe B1              | Takayuki Yamazaki   | 山崎隆之            | 1981                | Takayuki Yamazaki  | Takayuki Yamazaki | Hirotaka Kajiura  | Reo Kurosawa     |
| Finaliste 43e Kio      | Reo Kurosawa        | 黒沢怜生            | 1992                |                    |                   | Reo Kurosawa      | Reo Kurosawa     |

## Yose
Les qualifications ont vu s'affronter 136 joueurs répartis en huit tournois de 17 joueurs.
Les huit vainqueurs accèdent au Chōsen-sha kettei tōnamento.